# Gillis William Long

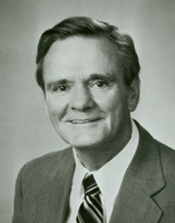
Gillis William Long

Gillis William Long (* 4. Mai 1923 in Winnfield, Louisiana; † 20. Januar 1985 in Washington, D.C.) war ein US-amerikanischer Politiker. Zwischen 1963 und 1965 sowie nochmals von 1973 bis 1985 vertrat er den Bundesstaat Louisiana im US-Repräsentantenhaus.

## Werdegang
Gillis Long war Mitglied der in Louisiana sehr einflussreichen Long-Familie, deren prominenteste Mitglieder Huey Long, Rose McConnell Long, Russell B. Long, George S. Long, Speedy O. Long und Earl Long waren. Diese waren Mitglieder des Kongresses und/oder Gouverneure von Louisiana. Er besuchte die öffentlichen Schulen in Winnfield und Alexandria. Bis 1949 studierte er an der Louisiana State University in Baton Rouge. Nach einem anschließenden Jurastudium an der gleichen Universität und seiner 1951 erfolgten Zulassung als Rechtsanwalt begann er in diesem Beruf zu arbeiten.
Während des Zweiten Weltkrieges war er zunächst einfacher Soldat der Infanterie und stieg dann bis zum Hauptmann auf. Für seine militärischen Leistungen erhielt er die Auszeichnung Purple Heart. Bei den Kriegsverbrecherprozessen in Nürnberg gehörte er zur Sicherheitsmannschaft. Zwischen 1951 und 1952 war er juristischer Berater des Senatsausschusses für kleine Geschäftsbetriebe (Committee on Small Business). Danach beriet er den Kongressausschuss, der sich mit Wahlkampfgeldern befasste.
Politisch war er Mitglied der Demokratischen Partei. Bei den Kongresswahlen des Jahres 1962 wurde er im achten Wahlbezirk von Louisiana in das US-Repräsentantenhaus in Washington gewählt, wo er am 3. Januar 1963 die Nachfolge von Harold B. McSween antrat. Da er im Jahr 1964 die erneute Nominierung durch seine Partei verfehlte, konnte er bis zum 3. Januar 1965 zunächst nur eine Legislaturperiode im Kongress absolvieren. Bereits im Jahr 1963 hatte er sich vergeblich um die demokratische Nominierung für die Gouverneurswahlen beworben. In den Jahren 1965 und 1966 war er Abteilungsleiter im Office of Economic Opportunity, einer im Zuge des von US-Präsident Lyndon B. Johnson progagierten Krieges gegen die Armut eingerichteten Bundesbehörde. Danach war er von 1970 bis 1972 wieder als Rechtsanwalt tätig. Im Jahr 1972 wurde er Vorstandsvorsitzender der Louisiana Deep Draft Harbor and Terminal Authority. Außerdem war er im Bankgewerbe engagiert.
Bei den Wahlen des Jahres 1972 wurde Gillis Long erneut im achten Distrikt von Louisiana in das US-Repräsentantenhaus gewählt. Dort löste er am 3. Januar 1973 seinen Cousin Speedy Long ab, der ihn 1964 verdrängt hatte. Nach sechs Wiederwahlen konnte Long bis zu seinem Tod am 20. Januar 1985 im Kongress verbleiben. In diese Zeit fielen unter anderem das Ende des Vietnamkrieges und die Watergate-Affäre.
Gillis war seit 1947 bis zu seinem Tode mit Catherine Small Long verheiratet, die ebenfalls in der Demokratischen Partei aktiv war. Sie gewann die nach seinem Tod notwendige Nachwahl und wurde damit seine Nachfolgerin im US-Repräsentantenhaus. Aus seiner Ehe mit ihr gingen zwei Kinder hervor.